# Велля (Курська область)
Велля (рос. Велье) — селище в Рильському районі Курської області Російської Федерації.
Населення становить 11 осіб. Входить до складу муніципального утворення Івановська сільрада.

## Історія
Населений пункт розташований на території українського етнічного та культурного краю Східна Слобожанщина.
Від 2004 року входить до складу муніципального утворення Івановська сільрада.

## Населення
| 2002 | 2010 |
| ---- | ---- |
| 41   | ↘11  |